# Цена (станция)
Це́на (латыш. Cena) — железнодорожная станция на территории Озолниекского края на 34 километре линии Рига — Елгава. Большая часть электропоездов маршрута Рига — Елгава останавливаются здесь, однако касса и зал ожидания станции Цена — закрыты и пассажиры должны приобретать билеты у кондукторов в поезде. Стоимость проезда до станции Рига-Пасажиеру составляла на апрель 2009 года 1,15 лата (время в пути, приблизительно 36 мин) и до станции Елгава — 0,50 лата (время в пути, приблизительно 13 мин).

## История
Под названием Zauke, станция присутствует на картах немецкой армии, выпущенных в 1917 году. Остановочный пункт Цена открыт в 1931 году. В 1935 году получил статус станции. Первое пассажирское здание построено в 1932-33 годах и разрушено в 1941 году. В 1944 году Вермахт построил железнодорожную ветку от Цены до станции Гароза, в объезд Елгавы. В советское время по насыпи, оставшейся от этой ветки, проложили подъездной путь завода «Спартак» (ныне демонтирован).